# Le Conservateur
Le Conservateur (französisch), mit vollem Titel: Le Conservateur. Le Roi, la Charte et les Honnêtes Gens (Der Konservative. Der König, die Charta und die Rechtschaffenen) war eine von François-René de Chateaubriand (1768–1848) und anderen 1818 in Paris gegründete ultraroyalistische Zeitschrift, die sich unter anderem gegen die bonapartistische Partei richtete.

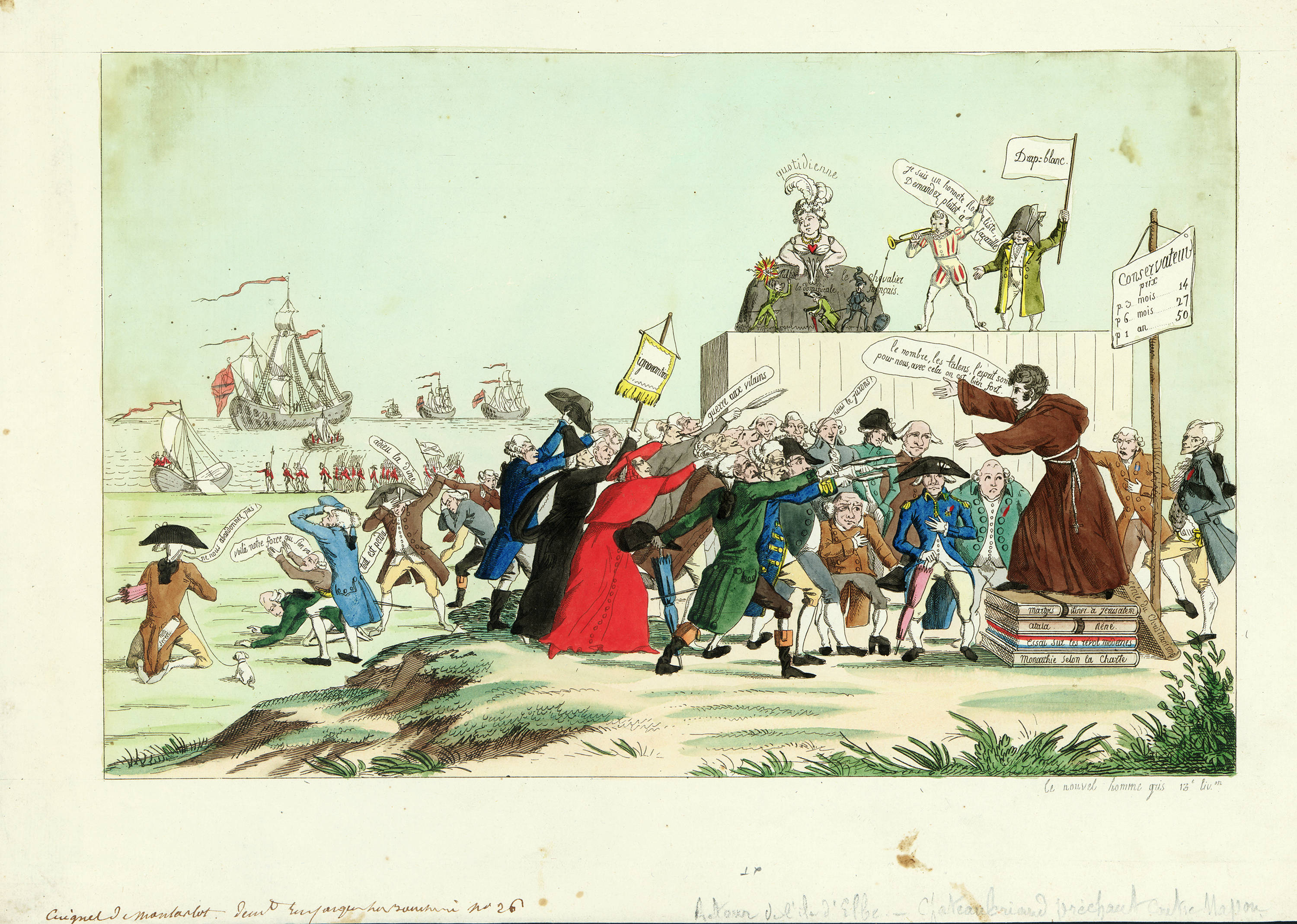
M. de Chateaubriand en moine disant à ses auditeurs: le nombre, les talens, l'esprit sont pour nous, avec cela on est bien fort (satirischer Druck mit Chateaubriand als Mönch)

## Geschichte
Der Conservateur erschien – nach längerem Vorlauf – von Oktober 1818 bis März 1820 bei Normant Fils („Au Bureau du Conservateur“). Die Ermordung des Herzogs von Berry und die Zensur setzten dem Erscheinen ein Ende.

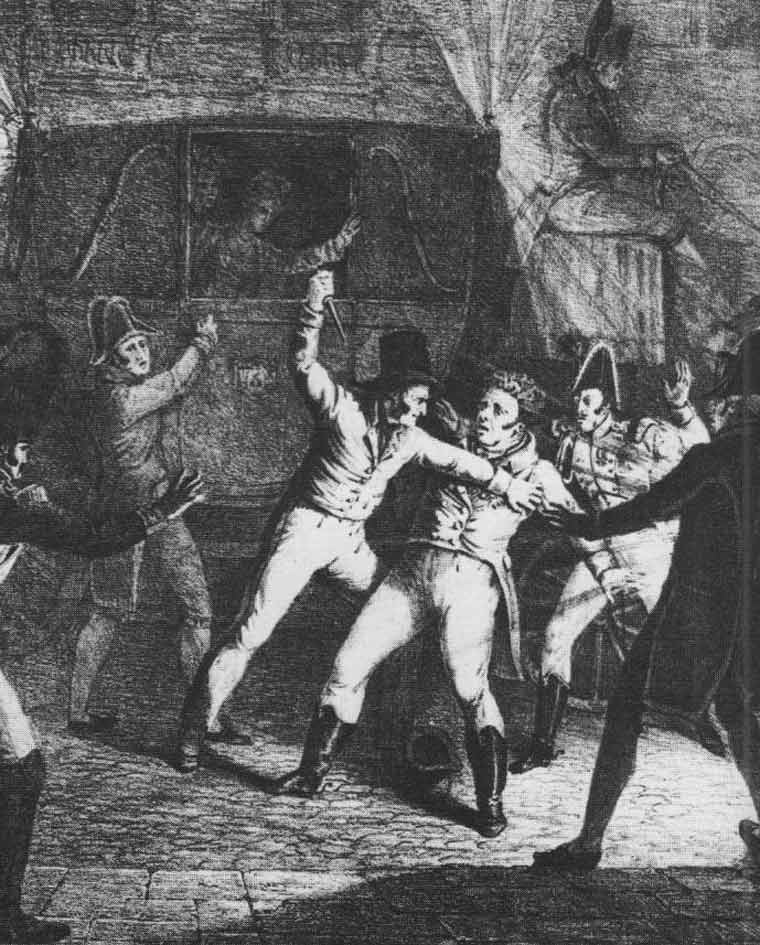
Die Ermordung des Herzogs von Berry durch den Sattler Pierre Louis Louvel im Jahr 1820 in Paris

Zu den Beiträgern gehörten Chateaubriand, Bonald, Fiévée, de Villele, Corbière, de Castelbajac, O’Mahony, Lamennais, Genoude, Lamartine, Berryer fils, Montainville usw.

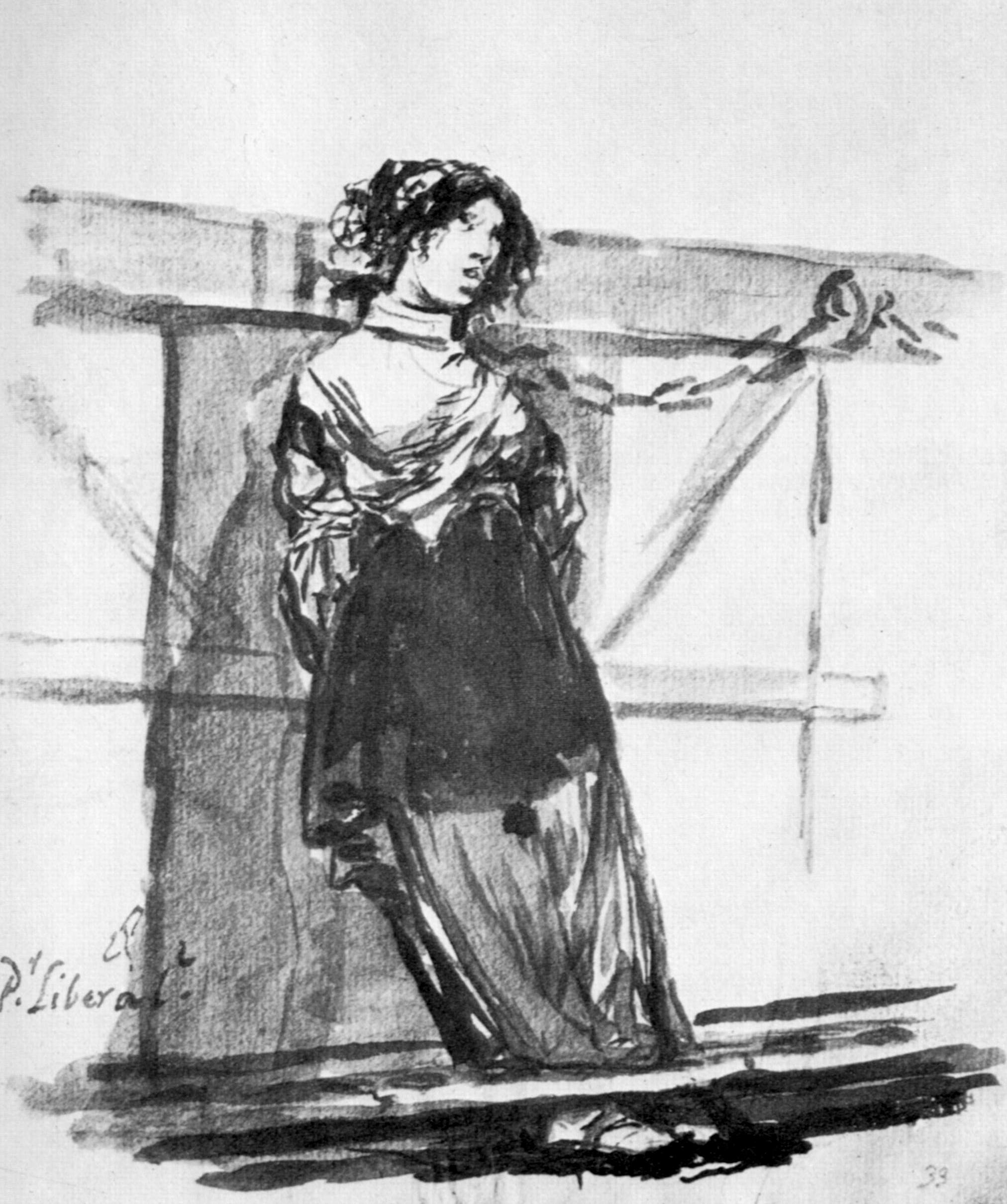
Pinselzeichnung von Francisco de Goya (Weil sie liberal war?), 1814–1823

Chateaubriand hatte sein politisches Programm in der vielbeachteten Schrift De la monarchie selon la charte (dt. „Über die Monarchie gemäß der Charta“) im Jahr 1816 veröffentlicht. Bereits mit seiner 1814 veröffentlichten Schrift De Buonaparte et des Bourbons („Über Buonaparte und die Bourbonen“), in der er sich für eine Restauration der Bourbonen aussprach, hatte er der Sache der Royalisten einen großen Dienst erwiesen und wurde dafür mit dem Adelsstand und dem Innenministerium belohnt.
Lenormand, der Herausgeber des Conservateur, schrieb Chateaubriand über die Linie dieser neuen Publikation:

„Les rédacteurs de cet ouvrage, en conservant les saines doctrines, s'attacheront à combattre plutôt les choses que les hommes, comme le plus sûr moyen de faire triompher les bonnes opinions. // dt. Die Redakteure dieses Werkes werden unter Beibehaltung der gesunden Lehren eher die Dinge als die Menschen bekämpfen, als das sicherste Mittel, um den guten Meinungen zum Sieg zu verhelfen.“

Die Zeitschrift stand in Opposition zu La Minerve, dem liberalen royalistischen Organ unter der Leitung von Benjamin Constant (1767–1830), gegründet worden. Der französische Historiker Eugène Hatin zieht betreffs der Zeitschrift das folgende Resümee:

„En résumé, c'est dans ce recueil justement célèbre, foyer ouvert à tous les regrets, à tous les ressentiments, à toutes les exagérations des ultra, qu'il faut surtout chercher la politique royaliste pendant les dix-huit mois qu'il vécut. A sa dissulution, quelques-uns de ses rédacteurs, en tête desquels était Lamennais, fondèrent Le Defenseur: journal religieuse, politique et littéraire [...] // dt. Zusammenfassend lässt sich sagen, dass die royalistische Politik während der achtzehn Monate, die sie lebte, vor allem in dieser zu Recht berühmten Sammlung zu suchen ist, die eine offene Brutstätte für alle Bedauern, alle Ressentiments und alle Übertreibungen der Ultras war. Nach deren Auflösung gründeten einige ihrer Redakteure, allen voran Lamennais, [ein neues Journal]  Le Defenseur: journal religieuse, politique et littéraire [...]“

Nach dem Vorbild von Chateaubriands politisch ausgerichteter Zeitschrift gründeten der junge Victor Hugo 1819 als Siebzehnjähriger zusammen mit beiden Brüdern als überzeugte Royalisten die literarische Zeitschrift Le Conservateur littéraire, die nicht mit Le Conservateur verwechselt werden darf.